# Contratación sostenible
Contratación sostenible, adquisición sostenible o compra verde es un proceso de inversión y gasto típicamente asociado con el sector público, aunque es igualmente aplicable al sector privado.
Las organizaciones que practican la contratación sostenible logran satisfacer sus necesidades de bienes, servicios y obras, no mediante un análisis de coste-beneficio limitado a ellas mismas, sino con una visión de maximizar los beneficios netos para ellas mismas y el resto del mundo.
Al hacerlo, deben incorporar consideraciones de costes externos en sus decisiones de compra, junto a los criterios convencionales de contratación (precio y calidad). Estas consideraciones suelen dividirse así: ambiental, económica y social (terna también conocida como la "triple línea de base").
No existe una definición única de las compras sostenibles —entre otras cosas porque la sostenibilidad es un concepto controvertido— y las aplicaciones varían a lo largo de la jerarquía de la organización y del sector.

## Aplicaciones

### Sector Público
En el sector público se conoce también por su denominación en inglés Green Public Procurement (GPP). 

#### Gobierno central y organizaciones internacionales
En el Gobierno central, las compras sostenibles se ven típicamente como la aplicación de criterios de desarrollo sostenible a las decisiones de gasto e inversión. Teniendo en cuenta las cuestiones de alto impacto social, económico y ambiental, como la globalización, el cambio climático y la energía nuclear, los gobiernos se preocupan cada vez más de que sus acciones satisfagan las necesidades del presente sin comprometer las necesidades del futuro.
El Reino Unido en 2005 se comprometió a ser un líder en prácticas sostenibles de adquisición en 2009 y encargó a la empresa de dirección comercial Fuerza de Tareas sobre Adquisiciones Sostenibles que formulara la estrategia apropiada. Las estrategias de adquisición de base amplia ocupan un lugar destacado en toda la Unión Europea, mientras que es una preocupación cada vez más influyente en otros lugares, sobre todo en Canadá.

#### Gobiernos autónomos y locales
A nivel de mercado, la adquisición sostenible es típicamente instrumental: las autoridades tratan de abordar la política a través de adquisiciones.
Los departamentos gubernamentales y las entidades locales pueden recurrir a la contratación verde para la compra de soluciones que contribuyan a los objetivos de la comunidad o al medio ambiente, o para objetivos de diversidad o igualdad.
La contratación verde puede ayudar a los gobiernos locales a ahorrar dinero, crear empleos verdes locales y mejorar su sostenibilidad ambiental. Bajo los criterios de compra sostenible, cualquier organización contratante debe tener por tanto un enfoque amplio de la sostenibilidad, reflejando necesidades localizadas de tipo económico, ambiental y social, así como los objetivos transversales de desarrollo sostenible , como el coste de la vida útil.
Para ayudar a los gobiernos locales a mejorar la sostenibilidad y reducir los impactos ambientales, la Alianza de la Sostenibilidad de California, ha desarrollado un paquete de herramientas de adquisiciones ambientales.

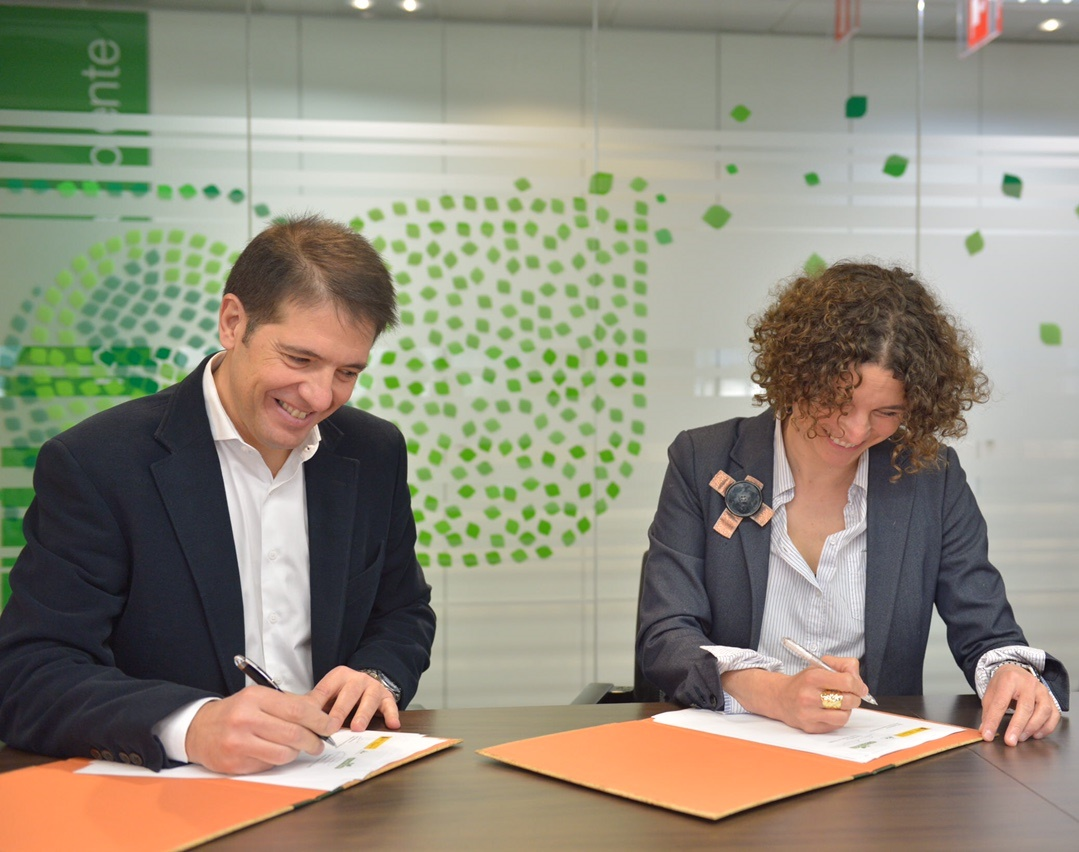
Brecha Salarial

### Sector privado
La contratación sostenible es aplicable tanto al sector privado como del sector público, y por supuesto sus promotores aspiran a ver su aplicación en todos los ámbitos de la economía. Influir en la práctica de contratación dentro de una empresa del sector privado no es sencillo para los gobiernos, lo que significa que las propias empresas a menudo tienen que  automotivarse para abrazar la sostenibilidad.
El PLan de Acción Nacional de Adquisiciones Sostenibles del Reino Unido (UK’s Sustainable Procurement National Action Plan) mantiene que es "lo mejor del sector privado ya lo está haciendo - bien a través de un preclaro liderazgo o bien mediante presión de los accionistas". También mantiene que el poder adquisitivo del Gobierno (alrededor de 150 mil millones de libras en el Reino Unido) puede aplicar principios de adquisición sostenible para presentar un caso convincente a todas aquellas personas del sector privado resistente a las prácticas de adquisición sostenible.